# Apple Pippin
Apple Pippin var en spelkonsol som utvecklades av Apple Inc. i mitten av 1990-talet och var ett misslyckat försök av Apple att ge sig in i TV-spelsbranschen.
Spelkonsolen lanserades i Japan 1995 och USA året efter, och endast ett fåtal spel fanns tillgängliga. Drygt 42 000 Pippin såldes innan tillverkningen sedan lades ner. Apple Pippin har kallats för en av världens tio sämsta spelkonsoler, och en av de 25 värsta teknikprodukterna genom tiderna.